# 274856 Rosendosalvado
274856 Rosendosalvado este o planetă minoră (asteroid) din centura de asteroizi. A fost descoperită pe 13 septembrie 2009 la Observatorio del Teide⁠(d) de Matthias Busch⁠(d). 
Obiectul prezintă o orbită caracterizată de o semiaxă mare de 2,208210978649 UAi, o excentricitate de 0,19, o înclinație de 2,7 ° în raport cu ecliptica.